# Стојан Врањеш
Стојан Врањеш (Бања Лука, 11. октобар 1986) је професионални фудбалер из Републике Српске и БиХ. Наступао је и за сениорску репрезентацију Босне и Херцеговине. Висок је 183 центиметра и игра на позицији везног играча. Током каријере је играо за клубове ФК Борац Бања Лука, ФК Пандури, ФК ЧФР Клуж, ФК Војводина, ФК Лехија, ФК Легија Варшава, ФК Пјаст Гливице,  ФК Жељезничар Сарајево, ФК Башундара кингс и ФК Слобода Тузла.
Његов млађи брат Огњен Врањеш је такође фудбалер.

## Клупска каријера

### Почетак каријере
Стојан Врањеш је своју професионалну каријеру започео у ФК Борац из Бања Луке. У Борцу је провео укупно пет сезона, а у јануару 2010. године одлучује се за прелазак у румунски фудбалски клуб Пандури за око 75 хиљада евра. У фебруару 2012. године, Врањеш бива позајмљен екипи ЧФР Клуж до краја сезоне.
У јулу 2012. године, Врањеш раскида уговор са екипом Пандурија и постаје слободан играч, и не успева пронаћи ангажман све до фебруара 2013. године. Дана 6. фебруара 2013. године, Врањеш потписује двогодишњи уговор са српским клубом ФК Војводина.

### ФК Лехија
Већ у фебруару 2014. године, Врањеш као слободан играч напушта екипу Војводине и прелази у пољски фудбалски клуб Лехија из Гдањска. Свој први наступ за Лехију бележи у ремију 0–0 против екипе Висле из Кракова крајем фебруара 2014. године у склопу Екстракласе. Половином марта исте године, Врањеш постиже два гола за Лехију против екипе Виђева из Лођа у победи резултатом 2–0 у склопу пољске Екстракласе. До краја сезоне уписује 16 наступа и бележи седам голова.

### ФК Легија Варшава
Крајем августа 2015. године, Врањеш за око 300 хиљада евра прелази у други по реду пољски фудбалски клуб Легију из Варшаве. Половином септембра 2015. године, Врањеш уписује свој први наступ за Легију у ремију 2–2 против екипе Заглебја из Лубина у склопу пољске Екстракласе. Већ у наредном колу првенства, Врањеш постиже и свој први гол за нови тим у победи 4–1 против екипе Руха из Хожова.

## Репрезентација
Врањеш је уписао три наступа за репрезентацију БиХ до 17 година и један наступ за репрезентацију БиХ до 21 године. У јуну 2009. године, Врањеш остварује свој први наступ за сениорску репрезентацију Босне и Херцеговине у пријатељској утакмици против репрезентације Узбекистана.
У мају 2012. године, Врањеш наилази на низ критика спортских новинара, али и јавности због дефанзивне грешке у последњој минути пријатељске утакмице одигране у Чикагу против Мексика, коју је мексичка репрезентација искористила да постигне гол и победи резултатом 2–1.
Након не играња за репрезентацију БиХ више од 4 године, тренутни селектор сениорске репрезентације БиХ, Мехмед Баждаревић, поново је уврстио Врањеша на списак играча за утакмицу квалификација за Светско првенство 2018. године против репрезентације Естоније, која се одиграла 6. септембра 2016. године.

## Статистика

### Репрезентација
Ажурирано: 14. децембра 2016. године

#### Наступи за репрезентацију БиХ
| Национални тим      | Година | Наступи | Голови |
| ------------------- | ------ | ------- | ------ |
| Босна и Херцеговина |        |         |        |
| 2009                | 1      | 0       |        |
| 2010                | 0      | 0       |        |
| 2011                | 0      | 0       |        |
| 2012                | 2      | 0       |        |
| 2013                | 0      | 0       |        |
| 2014                | 0      | 0       |        |
| 2015                | 0      | 0       |        |
| Укупно              | Укупно | 3       | 0      |

## Трофеји
Борац Бања Лука
- Првенство Босне и Херцеговине (2): 2020/21, 2023/24
- Куп Босне и Херцеговине (1): 2009/10.
- Прва лига Републике Српске: 2018/19.

Клуж
- Првенство Румуније: 2011/12.

Војводина
- Куп Србије: 2013/14.

Легија Варшава
- Екстракласа: 2015/16, 2016/17.
- Куп Пољске: 2015/16.

Жељезничар
- Куп Босне и Херцеговине: 2017/18.